# Germania (Costa Rica)
Germania è un distretto della Costa Rica facente parte del cantone di Siquirres, nella provincia di Limón.